# Christian Fuentes
Christian Andrés Fuentes López (San Antonio, Región de Valparaíso, Chile, 7 de julio de 1999) es un futbolista chileno. Juega de portero en Unión San Felipe de la Primera B de Chile.

## Trayectoria
Comenzó jugando en el fútbol amateur en Llolleo, para luego pasar a las divisiones inferiores del Club de Deportes Santiago Wanderers de Valparaíso donde a nivel juvenil sería campeón en dos oportunidades. Desde el 2015 pasaría a ser parte del primer equipo como cuarto arquero y en 2018 tras la partida de David Pérez pasaría a ser el tercero.
Tendría sus primeras nominaciones a partidos oficiales en la Copa Chile 2018 permaneciendo en la banca en los duelos de primera fase frente a Municipal Santiago donde su equipo pasaría a la siguiente ronda. Su debut se concretaría en la última fecha de la primera rueda de la Primera B 2019 en un encuentro que se jugaría con juveniles frente a Deportes Puerto Montt, jugando los noventa minutos como titular, siendo así parte del campeonato obtenido aquel año por su club. Para la siguiente temporada tras la partida de Elías Hartard pasaría a ser el segundo arquero del plantel estelar.
A comienzos del año 2022 es cedido en calidad de préstamo a Deportes Limache de la Segunda División Profesional de Chile.
En la temporada 2023 ficha por Deportes Linares, club recientemente ascendido a la Segunda División Profesional de Chile. En febrero de 2024 firma por Deportes Puerto Montt de la misma divisional.

## Selección nacional
Fue nominado a la Selección de fútbol sub-17 de Chile siendo parte de un combinado sub-16 que disputó la Copa UC Sub-17 de 2015. También a nivel de selecciones menores fue parte de nóminas sub-20 sin llegar a disputar torneos oficiales.

## Estadísticas

### Clubes
| Club                       | Div           | Temporada     | Liga  | Liga  | Copas nacionales(1) | Copas nacionales(1) | Torneos internacionales(2) | Torneos internacionales(2) | Total | Total |
| Club                       | Div           | Temporada     | Part. | Goles | Part.               | Goles               | Part.                      | Goles                      | Part. | Goles |
| -------------------------- | ------------- | ------------- | ----- | ----- | ------------------- | ------------------- | -------------------------- | -------------------------- | ----- | ----- |
| Santiago Wanderers · Chile | 2ª            | 2019          | 1     | -2    | —                   | —                   | —                          | —                          | 1     | -2    |
| Santiago Wanderers · Chile | 1ª            | 2020          | —     | —     | —                   | —                   | —                          | —                          | 0     | 0     |
| Santiago Wanderers · Chile | Total club    | Total club    | 1     | -2    | 0                   | 0                   | 0                          | 0                          | 1     | -2    |
| Total carrera              | Total carrera | Total carrera | 1     | -2    | 0                   | 0                   | 0                          | 0                          | 1     | -2    |

### Resumen estadístico
| Competición | Partidos | Goles | Promedio |
| ----------- | -------- | ----- | -------- |
| Primera B   | 1        | -2    | 2.00     |
| Total       | 1        | -2    | 2.00     |

## Palmarés

### Títulos nacionales
| Título    | Club               | País  | Año  |
| --------- | ------------------ | ----- | ---- |
| Primera B | Santiago Wanderers | Chile | 2019 |